# Adani Ports
Adani Ports und Special Economic Zone Limited (Adani Ports & SEZ) ist Indiens größter privater Hafenbetreiber. Sie ist ein Teil der Adani Group, einem integrierten Infrastrukturkonzern. Das Unternehmen, das früher als Mundra Port and Special Economic Zone Limited bekannt war, bekam am 6. Januar 2012 seinen heutigen Namen. Es wurde 1998 von dem Unternehmer Gautam Adani gegründet. Das Unternehmen nahm seine Geschäftstätigkeit 1998 im Hafen von Mundra auf und betreibt derzeit 10 Häfen in Indien mit 45 Liegeplätzen und 14 Terminals in 6 verschiedenen Bundesstaaten. Über die Tochtergesellschaft Adani Logistics betreibt es 3 Inland Container Depots. Das Unternehmen betreibt auch die Freihandelszone von Mundra.
Die Aktien des Unternehmens sind Teil des Aktienindex BSE Sensex. 2019 war es Teil der Forbes Global 2000.
Im Juli 2022 wurden 70 % an der Haifa Ports Company in Israel übernommen.

## Häfen
Das Unternehmen betrieb folgende Häfen:
- Mundra in Gujarat
- Tuna in Gujarat (Terminal)
- Dahej in Gujarat
- Hazira in Gujarat
- Mormugao in Goa
- Vizhinjam in Kerala
- Kattupalli in Tamil Nadu
- Ennore in Tamil Nadu (Terminal)
- Vizag in Andhra Pradesh (Terminal)
- Dhamra in Odisha